# Brzezinów
Brzezinów – wieś w Polsce położona w województwie mazowieckim, w powiecie wołomińskim, w gminie Tłuszcz. Ma status sołectwa.
| SIMC    | Nazwa    | Rodzaj    |
| ------- | -------- | --------- |
| 0521450 | Marianów | część wsi |

W latach 1975–1998 miejscowość administracyjnie należała do województwa ostrołęckiego.
Wierni Kościoła rzymskokatolickiego należą do parafii św. Stanisława w Postoliskach.